# 白井荘也
白井 荘也（しらい そうや、1935年9月4日 - 2018年3月）は元日本テレビ放送網のディレクター、プロデューサー。元日本テレビエンタープライズ常務取締役。元オフィスG （野口五郎プロダクション）社長。元桐朋学園芸術短期大学ステージ・クリエイト専攻教授。

## 経歴
成蹊大学政治経済学部卒業後、1959年日本テレビ放送網株式会社芸能局音楽部に入社し、音楽と笑いを融合させた番組を多数作り上げた。1960年代〜1970年代に『味の素ホイホイ・ミュージック・スクール』、『ドリフターズ大作戦』、『カックラキン大放送!!』など、高視聴率の音楽番組を製作。その傍ら視聴者公開の特撮番組『突撃! ヒューマン!!』を手がける。また1975年大晦日の『ゆく年くる年』を総合演出。その後、事業局に移り、ミュージカル 『アニー』、そしてマイケル・ジャクソン『バッド・ワールド・ツアー』、巨大オペラ『アイーダ』、ローリング・ストーンズなどの日本公演をプロデュース。その後、日本テレビ・エンタープライズ制作常務取締役、（株）オフィスG （野口五郎プロダクション）社長、桐朋学園芸術短期大学ステージ・クリエイト専攻教授を歴任。2017年9月『マイケル・ジャクソン来日秘話 テレビ屋の友情が生んだ20世紀最大規模のショービジネス』（DU Books）を出版し、87-88年マイケル・ジャクソン『バッド・ワールド・ツアー』日本公演（ソロでの日本初公演）契約交渉の裏話を語った。
前田武彦によると、ジャズピアノの腕前はセミプロ級だったという。

## 担当番組
- 茶の間のリズム （1959年）
- 味の素ホイホイ・ミュージック・スクール （1962年）[2]
- ジャニーズナインショー  （1965年）[2]
- ジャニーズセブンショー （1966年）
- あなた出番です!  （1966〜1969年）[2]
- ドレミファ学園 （1969年）
- ドリフターズ大作戦 （1969年〜1970年）
- ドリフのドパンチ!学園 （1970年）[2]
- 日曜日だよドリフターズ （1971年）[4]
- ハッチャキ!!マチャアキ （1971年〜1973年）[2][4]
- 突撃! ヒューマン!! （1972年）
- マチャアキのシャカリキ大放送!! （1973〜1974年）
- マチャアキのガンバレ9時まで!! （1974〜1975年）
- ゆく年くる年 （1975年）
- カックラキン大放送!! （1975〜1981年）[3][4]
- 日曜お笑い劇場 （1981年）
- 『日本テレビ音楽祭』、『日本歌謡大賞』（プロデューサー・審査員として）

## 担当公演
- ミュージカル 『アニー』（1986年）
- マイケル・ジャクソン『バッド・ワールド・ツアー』 （1987年）
- マイケル・ジャクソン『バッド・ワールド・ツアー』② （1988年）
- 巨大オペラ『アイーダ』 （1989年）
- ローリング・ストーンズ （1991年）

## 楽曲提供
- 鈴木やすし
  - 『もしおやじが生きてたら』（1965年、作詞・作曲）

## 著書
- 『マイケル・ジャクソン来日秘話　テレビ屋の友情が生んだ20世紀最大規模のショービジネス』　DU BOOKS、2017年9月、 ISBN 978-4866470337